# Callionymus hainanensis
Callionymus hainanensis är en fiskart som beskrevs av Li, 1966. Callionymus hainanensis ingår i släktet Callionymus och familjen sjökocksfiskar. Inga underarter finns listade.